# Arne Blomqvist
Arne Edvard Blomqvist, född 13 juli 1921 i Örnsköldsvik, död 22 april 2009 i Hässelby församling, var en svensk fotbollsspelare (försvarare).
Blomqvist spelade för Djurgårdens IF mellan 1944 och 1951, och gjorde sammanlagt 52 allsvenska matcher (ett mål) för klubben.